# 陳球
陳 球（ちん きゅう、118年 - 179年）は、後漢の官僚・政治家。字は伯真。本貫は下邳郡淮浦県。

## 経歴
広漢太守の陳亹の子として生まれた。若くして儒学を習い、律令に通じた。陽嘉年間に孝廉に察挙され、しばらくして繁陽県令に転じた。ときに魏郡太守が賄賂をよこすよう県に求めたが、陳球が渡さなかったため、太守は怒って督郵に鞭打たせ、陳球を追放しようとした。督郵がこれに反対したため、太守は取りやめた。
公府に召し出され、高第に挙げられ、侍御史に任じられた。
163年（延熹6年）、桂陽郡で李研らが反乱を起こしたが、荊州や桂陽郡は鎮圧することができなかった。太尉の楊秉は陳球を零陵太守とするよう上表した。陳球が着任すると、方略を定めて、反乱を鎮圧した。
165年（延熹8年）、荊州の軍の朱蓋らが反乱を起こし、桂陽郡の胡蘭の反乱軍数万人とともに零陵郡を攻撃した。零陵郡城は木組みの城で脆弱な防備しか持たなかったため、郡中は恐慌に陥って、人々は避難しようとした。陳球は怒って叱咤し、官吏や民衆の老若を城の中に入れて、ともに城を守らせた。大木を弦にして弓を作らせ、羽矛を矢とし、引き絞って放つと、千歩あまりも遠くに射ることができ、多くの反乱兵を殺傷した。反乱軍が水流を城にそそぎこませると、陳球は地勢を利用して反乱軍の側を水没させた。対峙すること十数日、反乱軍は郡城を落とすことができなかった。中郎将の度尚が救援にやってくると、陳球は兵を募って度尚とともに朱蓋らを撃破し、斬り捨てた。陳球は魏郡太守に転じた。
洛陽に召還されて将作大匠に任じられ、桓帝の陵園を作ったが、徹底的に経費を節減した。南陽太守として出向し、豪族の非行を糾弾したが、誹謗を受けて罪に落とされた。大赦を受けて家に帰った。
陳球は廷尉に任じられた。172年（熹平元年）、竇太后が死去した。太后を恨んでいた宦官の曹節や王甫らは太后の遺体を衣車に載せて、城南の市舎に数日放置した。さらに曹節らは太后を桓帝と合葬せず、馮貴人を桓帝の正夫人として合葬させようとした。陳球は李咸とともにこれに反対し、霊帝は陳球らの意見を聞き入れて太后を宣陵に合葬した。
177年（熹平6年）7月、陳球は司空に任じられた。10月、洛陽で地震があった。11月、地震を理由に免官された。光禄大夫の位を受け、廷尉・太常として復帰した。178年（光和元年）9月、太尉に任じられた。10月、日食があった。11月、日食を理由に免官された。再び光禄大夫の位を受けた。179年（光和2年）、永楽少府となった。
10月、司徒の劉郃らとともにひそかに宦官の粛清を計画した。劉郃の妻の父の程璜が曹節に密告し、曹節が霊帝に上奏すると、陳球は獄に下されて死去した。享年は62。

## 子女

### 子
- 陳瑀（呉郡太守）
- 陳琮（汝陰太守）

### 甥
- 陳珪（沛相）

### 従孫
- 陳登（広陵太守）

## 伝記資料
- 『後漢書』巻56 列伝第46